# Cratere Yebra
Yebra  è un cratere sulla superficie di Marte.